# Монарда дудчатая
Монарда дудчатая (лат. Monarda fistulosa) — многолетнее травянистое растение, вид рода Монарда семейства Яснотковые.
В диком виде произрастает в Северной Америке, культивируется в субтропических районах планеты.
Химический состав изучен недостаточно. Известно, что надземная часть растения содержит эфирное масло.
Надземную массу используют при консервировании овощей в период от бутонизации до цветения. Для маринования яблок удачен состав, включающий чабер садовый, базилик эвгенольный и монарду.

## Биологическое описание
Многолетнее растение высотой до 110 см.
От корневищ отходят хорошо развитые мочки придаточных корней.
Многочисленные четырёхгранные побеги, тонкие, хорошо облиственные, зелёные, светло-зелёные или красноватые до коричневых.
Листья продолговато-яйцевидные, тонкие, зубчатые, очерёдные. По окраске идентичны побегам.
Цветки обоеполые, собраны в соцветие типа головки диаметром 3—5 см, располагаются на концах веток. Венчики цветков от белых до тёмно-красных.
Цветёт в июле—сентябре.
Размножается делением куста, посевом семян.